# 变位

西班牙语動詞corr-er（跑）的部分變化，語素（词根）為"corr-"。
紅色表說話者（我），紫色表聽話者（你）、而"藍綠色"表第3人稱（他）。
一個人表單數，二個人表複數。
"黎明"表過去式，"中午"表現在式、"夜晚"表將來式。

变位，又稱活用、動詞變化（英文： conjugation、拉丁文：conjugatio），是指动词根据人称、数、性、时态、体、式的不同而产生的词形变化。变位是语法学中属于动词的特有范畴。静词的词形变化不能称为变位，而往往称为变格。

## 形態理論
不同语言的动词有不同的变位方式。总的来说，屈折语的动词变位比较典型，而且变位范畴比较完备，包括人称、数、时态、体、语气等。屈折语的动词主要靠内部屈折和外部屈折来体现。
黏着语的动词变位情形不一，有的语言，如突厥语族比较完备，如维吾尔语的动词有人称、数、时态、语气等各范畴的变位。有的语言则省略部分范畴。如日语、满语、蒙古语的动词不随人称和数进行变位。又如，藏语的部分动词有人称变位范畴，而部分动词则没有。黏着语的动词变位是通过语法后缀的黏着来体现的。
孤立语一般没有动词变位。动词的人称、数、时态等各范畴往往通过虚词、上下文的隐藏涵义、搭配关系、外加助词等手段来体现。如现代汉语、泰语。

## 屈折语动词变位举例
下面选用有代表性的不同语言来展示动词变位的范畴，在表示某一范畴时，会给定其他范畴。如在表示人称范畴时，会给定时态；在表示时态范畴时，会给定人称，以避免不必要的繁冗。

### 人称的变化
拉丁文动词 cantare （歌唱）、德文动词 singen （歌唱）
现在时：
- 我歌唱：canto, singe
- 你歌唱: cantas, singst
- 他（她、它）歌唱: cantat, singt
- 我们歌唱：cantamus, singen
- 你们歌唱: cantatis, singt
- 他（她、它）们歌唱： cantant, singen

### 时态的变化
拉丁文动词 cantare（歌唱）、德文动词 singen （歌唱）
我：
- （现在）歌唱 canto, singe（現在時）
- （那时曾）歌唱 cantabam, sang（未完成時）
- （将要）歌唱 cantabo, werde singen（將來時）
- （已经）歌唱 cantavi, habe gesungen（完成時）
- （过去已经）歌唱 cantaveram, hatte gesungen（過去完成時）
- （那时将要）歌唱 cantavero, werde gesungen haben（將來完成時）

### 体的变化
俄文动词читать（读）
我：
- （正在进行中地）读： читаю （未完成体）
- （已经完成地）读： прочитал （完成体）

### 语态的变化
现代希腊语动词αγαπώ（爱）、拉丁文动词 amare （爱）
我、现在时：
- αγαπώ, amo （我爱， 主动语态）
- αγαπιέμαι, amor （我被爱， 被动语态）

### 语气的变化
拉丁文動詞habēre，德文动词haben （有）
你、现在时：
- habēs，hast （你有， 直陈式）
- habē!，hab! （你(应该)有， 命令式）
- habērēs，hättest （假若你有， 第二虚拟式）
- habeās，habest （（据称）你有，（希望）你有， 第一虚拟式）
- habuerīs，haben würdest （假若你有， 条件式）

### 动词变位范畴不全的语言举例
如英文动词to do （做）
英文动词在一般过去时等时态中没有人称范畴： 
I did, you did, he/she did, we did, you did, they did. 所有的人称共用一个形式:did.
英文动词在直陈式与命令式之间，无词形变化：you do, do! 两种式的范畴共用一个形式: do。英文仅在系动词be有不十分完全的变位，如一般现在时：I am, you are, he/she is, we are, you are, they are。

## 其他语言动词变位举例

### 典型的黏着语的动词变位
图瓦语动词
gel- （来）
一般过去时：
- geldim 我来了
- gelding 你来了
- geldi 他来了
- geldibis 我们来了
- geldiger 你们来了
- geldi 他们来了

泛指过去时：
- gelgenmen 我来过了
- gelgensen 你来过了
- gengen 他来过了
- gelgenbis 我们来过了
- gengensenner 你们来过了
- gengenner 他们来过了

正在进行时：
- gepolərmen 我正在来
- gepolərsen 你正在来
- gepolər 他正在来
- gepolərbəs 我们正在来
- gepolərsenner 你们正在来
- gepolər 他正在来

将来时：
- gelirmen 我将来
- gelirsen 你将来
- gelir 他将来
- gelirbis 我们将来
- gelirsenner 你们将来
- gelir 他们将来

其余的时态、否定式、语气等范畴从略。
日语动词的变位则称为“活用”。

### 混合有黏着语和屈折语特点的动词变位
拉萨藏语动词“看”
藏语在形态上属于黏着语，但动词变位也用屈折手段。
现在将来时 ta˦
过去时 tɛʔ˦
命令式 tøʔ˦ 

### 引用
1. ↑  宋正纯 《图瓦语》 第66页及以下
2. ↑  瞿霭堂 《阿里藏语》 第67页

## 外部連結
- Conjugations at Wiktionary, Wikipedia's sister project